# سرخیو گ. سانچس
سرخیو گوتیه‌رس سانچس (اسپانیایی: Sergio Gutiérrez Sánchez‎؛ زادهٔ ۱۹۷۳) کارگردان فیلم و فیلم‌نامه‌نویس اهل اسپانیا است. وی از سال ۲۰۰۰ میلادی تاکنون مشغول فعالیت بوده‌است.
از فیلم‌ها یا برنامه‌های تلویزیونی که وی در آن نقش داشته‌است، می‌توان به فیلم اسپانیایی، غیرممکن، درختان نخل در برف و یتیم‌خانه اشاره کرد.